# Tiếng Jèrriais

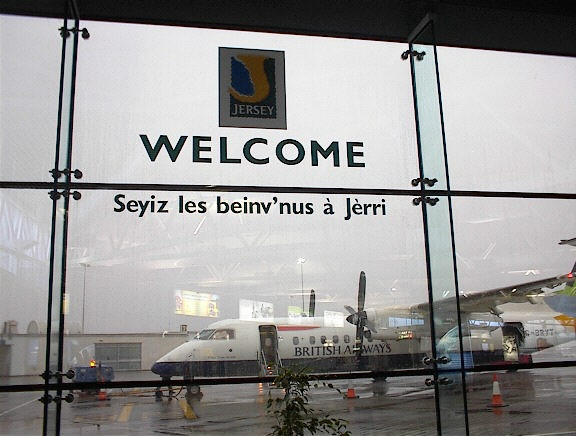
Sân bay Jersey chào đón khách du lịch với Chào mừng bạn đến Jersey bằng tiếng Jèrriais

Tiếng Jèrriais là dạng tiếng Norman được nói ở Jersey, một trong những đảo thuộc Quần đảo Eo biển ngoài khơi nước Pháp. Nó đã bị suy giảm trong thế kỷ qua khi tiếng Anh ngày càng trở thành ngôn ngữ của giáo dục, thương mại và hành chính. Có rất ít người nói tiếng Jèrriais như tiếng mẹ đẻ và do tuổi tác của những người nói còn lại, số lượng của họ đang sụt giảm hàng năm. Mặc dù vậy, nhiều nỗ lực đang được thực hiện để giữ cho ngôn ngữ này tồn tại.
Một ngôn ngữ tương tự, tiếng Guernésiais, được nói ở Guernsey lân cận. Ngôn ngữ tại Sark, tiếng Sercquiais, là hậu duệ của người Jèrriais do thực dân Jersey mang đến định cư tại Sark vào thế kỷ 16; và có sự thông hiểu lẫn nhau với tiếng Norman của lục địa Normandie.
Tiếng Jèrriais thường được gọi là "Jersey French" (tiếng Pháp Jersey) hoặc "Jersey Norman French" (tiếng Pháp Norman Jersey") (mặc dù điều này có thể mang lại ấn tượng rằng ngôn ngữ này là một phương ngữ của tiếng Pháp) trong tiếng Anh và "jersiais" hoặc "Normand de Jersey" trong tiếng Pháp. Tiếng Jèrriais khác với tiếng Pháp pháp luật Jersey được sử dụng cho các văn bản pháp lý, luật pháp và các tài liệu chính thức của chính phủ và chính quyền Jersey. Vì lý do này, một số người thích sử dụng thuật ngữ "tiếng Norman Jersey" để tránh sự mơ hồ và phân tách ngôn ngữ này khỏi tiếng Pháp chuẩn.
Vào thế kỷ 19, hầu hết mọi người ở Jersey đều có thể nói tiếng Jèrriais. Sau đó, mọi người ngừng học nó và nó gần như biến mất. Ngày nay, rất nhiều người đang cố gắng để có thêm nhiều người nói ngôn ngữ này. Hiện nay, biển chỉ dẫn và biển chỉ đường trên Jersey được viết bằng tiếng Jèrriais cùng với tiếng Anh.

## Văn liệu
- Lé Jèrriais Pour Tous by Paul W. Birt, 1985.
- Dictionnaire Jersiais–Français, 1966.
- A Grammar of the Norman French of the Channel Islands: The Dialects of Jersey and Sark by Anthony J. Liddicoat, 1994. ISBN 978-ngày 3 tháng 11 năm 87728-1 calling template requires template_name parameter
- Jersey Norman French: A Linguistic Study of An Obsolescent Dialect. Mari C. Jones, 2001
- Jèrriais: Jersey's Native Tongue by Mari C. Jones, 2003. ISBN 978-1-904210-03-0
- Dictionnaithe Jèrriais-Angliais. 2005. ISBN 0-901897-40-X
- Les Chroniques du Don Balleine/Les Nouvelles Chroniques du Don Balleine (magazine). Jersey 1979 – current.